# Vilesoft
A Vilesoft é uma software house brasileira desenvolvedora de tecnologia e software. Foi fundada em 1986 em tem sua sede em Minas Gerais. Com larga experiência em franquias em cidades do Brasil e uma fábrica de software que utiliza o modelo certificado pela SOFTEX/Ministério da Ciência e Tecnologia em mps.BR nível 'G',  produz e fornece softwares de gestão empresarial ERP, O DON Corporate ERP, para empresas privadas de portes e segmentos diferentes, como o setor de Transportes, TMS, RH, Indústria, Telemarketing e gestão de processos.

## Premiações
Em 2007 foi destaque como rede de franquias da revista Pequenas Empresas & Grandes Negócios, da Editora Globo.
Em 2008 foi novamente destaque como uma das 10 melhores redes de franquias em satisfação dos franqueados, pela mesma revista.
Em 2008 também recebeu o Prêmio Excelência Empresarial na área de atuação Tecnologia da Informação concedio pela ONEP no dia 31 de outubro de 2008.
Em 2009, é destaque desta vez como a 4ª melhor rede de franquia em satisfação dos franqueados, também pela Revista Globo/PEGN auditada pelo SERASA.
Em 2010 está listada no Guia das Melhores redes de franquias do Brasil, sendo selecionada entre as 50 franquias do interior do Brasil como as 50 bandeiras que fazem sucesso e geram bons lucros, também pela Revista Globo/PEGN auditada pelo SERASA.
Em agosto de 2010 também foi destaque de Negócios & Oportunidades do Jornal Estado de Minas como rede de franquias voltadas para prestação de serviços e apoio que fornece a seus franqueados.
Em 2011, foi eleita novamente como uma das melhores redes de franquias do Brasil e está listada no Guia de Franquias Edição 2011/2012, sendo também destaque entre as melhores marcas com financiamento; pela Revista Globo/PEGN auditada pelo SERASA.
Em 2012, está novamente entre as 500 redes de franquias do Brasil para você investir e está listada no Guia de Franquias Edição 2012/2013.
Em 2013 foi também destaque como Empresa de Tecnologia - Negócios High-Tech e rede de franquias na Revista Meu Próprio Negócio.
Em 2014 foi destaque no seu segmento, como a quinta melhor rede de franquias em satisfação do franqueado entre as 489 redes de franquias para investir da Revista PEGN/Globo Guia de Franquias 2014/2015 - edição especial, auditada pela SERASA EXPERIAN, e foi destaque como rede de franquias de softwares de gestão empresarial - ERP, que fornece suporte completo ao franqueado, desde a abertura até a operação diária; no Anuário de Franquias Guia 2014.
Ainda em 2014 é destaque em 19° lugar na lista que foi elaborada por PEGN/GLOBO em parceria com a SERASA EXPERIAN, entre as 100 redes de franquias para investir. Revista PEGN/Globo.
Em abril de 2015 a Vilesoft, foi destaque da Revista Meu Próprio Negócio, com seu ERP para o segmento de pequenas e médias empresas. Oferecendo integração e rápida implantação com investimento reduzido.
Em junho de 2015 a Vilesoft, foi eleita como a terceira melhor rede de franquias em satisfação dos franqueados, em seu segmento, pela pesquisa realizada pela Revista PEGN/Globo, auditada pela SERASA Experian.
Ainda em 2015 foi destaque da Revista Avisite, referência no segmento de Avicultura, como fornecedor de software para este segmento, com informações ao mercado sobre Automatização de incubatórios. Os processos, as vantagens e pontos importantes da tecnologia aplicada nesta etapa da cadeia avícola.
Em 2016 foi destaque da Revista Abravidro, referência no segmento de Vidros Planos no Brasil, como fornecedor de software especialista, com informações sobre Negócios, Gestão de Recursos financeiros e produção.
Também em 2016, a Vilesoft foi destaque entre as quatro melhores redes de franquias em qualidade, no segmento de Serviços. E também eleita entre as 25 melhores redes de franquias para se investir no Brasil, pela pesquisa realizada pela Revista PEGN/Globo, auditada pela SERASA Experian.
Em 2017, a Vilesoft foi destaque no Guia Franquias de Sucesso 2017, entre as 27 franquias Brasileiras que também oferecem o modelo de Franquias Home Based, para o empreendedor investir.
Em 2017, também está listada no Anuário de Franquias 2017/2018, entre as corporações que oferecem franquias para o empreendedores investir no segmento de Comunicação, Informática e Eletrônicos.
Em junho 2017, a Vilesoft também é destaque no UOL Economia Empreendedorismo, como Rede de Franquias para se investir no modelo Home Based.
Também em 2017, a Vilesoft é destaque entre as 20 franquias para se investir, também no formato enxuto e investimento acessível no Guia de Franquias de Sucesso.
A Vilesoft também é destaque como a primeira Rede de Franquias, entre 76 analisadas, com menor investimento para o franqueado em todo Brasil, no segmento Home Based; pela PEGN/Globo - Revista Pequenas Empresas Grandes Negócios.
Novamente por dez anos seguidos, a Vilesoft é destaque entre as dez melhores redes de franquias do Brasil em seu segmento, auditada pela SERASA Experian, Revista Pequenas Empresas Grandes Negócios, no Guia de Franquias - Exclusivo: O Ranking das 412 Melhores Redes do País.
Em 2018, a Vilesoft é destaque movamente entre as 1000 redes de franquias para se investir no Brasil, pelo Guia de Franquias da Revista PEGN/Globo - Revista Pequenas Empresas Grandes Negócios.
Em 2019, a Vilesoft é destaque nos melhores desempenhos da pesquisa da ABF - Associação Brasileira de Franchising, no segmento de Comunicação, Informática e Eletrônicos, publicado pela Revista Pequenas Empresas Grandes Negócios.